# Harrisimemna
Harrisimemna is een geslacht van vlinders van de familie uilen (Noctuidae), uit de onderfamilie Acronictinae.

## Soorten
- H. marmorata Hampson, 1908
- H. trisignata Walker, 1856